# Plagithmysus obscurus
Plagithmysus obscurus är en skalbaggsart som först beskrevs av Sharp 1900.  Plagithmysus obscurus ingår i släktet Plagithmysus och familjen långhorningar. Inga underarter finns listade i Catalogue of Life.